# Campeonato Mundial de Ciclismo em Pista de 1953
O Campeonato Mundial UCI de Ciclismo em Pista de 1953 foi realizado em Zurique, na Suiça, entre os dias 21 a 26 de agosto, no Velódromo Zurique-Oerlikon. Foram disputadas cinco provas masculinas, três de profissionais e duas para amadores.

## Sumário de medalhas

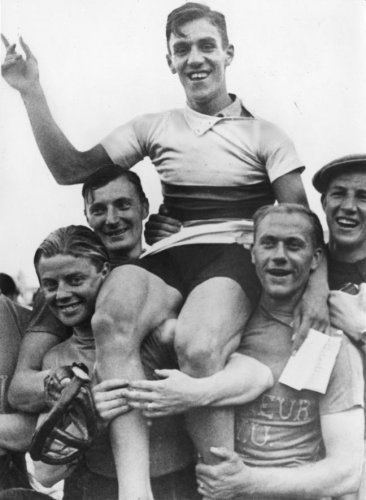
Arie van Vliet ciclista holandês vencedor da prova velocidade individual.

| Eventos profissionais masculinos |                                |                                |                               |
| Velocidade individual            | Arie van Vliet · Países Baixos | Enzo Sacchi · Itália           | Reg Harris · Reino Unido      |
| Perseguição individual           | Sydney Patterson · Austrália   | Kay-Werner Nielsen · Dinamarca | Antonio Bevilacqua · Itália   |
| Motor-paced                      | Adolph Verschueren · Bélgica   | Roger Queugnet · França        | Henri Lemoine · França        |
| Eventos amadores masculinos      |                                |                                |                               |
| Velocidade individual            | Marino Morettini · Itália      | Cesare Pinarello · Itália      | Werner Potzernheim · Alemanha |
| Perseguição individual           | Guido Messina · Itália         | Loris Campana · Itália         | Daan de Groot · Países Baixos |

## Quadro de medalhas
| Ordem | País               | Medalha de ouro | Medalha de prata | Medalha de bronze | Total |
| ----- | ------------------ | --------------- | ---------------- | ----------------- | ----- |
| 1     | Itália             | 2               | 3                | 1                 | 6     |
| 2     | Países Baixos      | 1               | 0                | 1                 | 2     |
| 4     | Austrália          | 1               | 0                | 0                 | 1     |
| -     | Bélgica            | 1               | 0                | 0                 | 1     |
| 6     | França             | 0               | 1                | 1                 | 2     |
| 7     | Dinamarca          | 0               | 1                | 0                 | 1     |
| 8     | Alemanha Ocidental | 0               | 0                | 1                 | 1     |
| -     | Reino Unido        | 0               | 0                | 1                 | 1     |